# Zelia wildermuthii
Zelia wildermuthii là một loài ruồi trong họ Tachinidae.